# Srednjovjekovna hrvatska država
Srednjovjekovnom hrvatskom državom smatraju se neovisne ili djelomično neovisne države koje su utemeljili Hrvati, a koje nakon 1102. potpadaju pod vlast kralja Ugarske.
Dok se povijest Primorske Hrvatske relativno dobro poznaje, o Panonskoj Hrvatskoj i Neretvanskoj kneževini ima vrlo malo podataka. Međutim, tumačenje mnogih izvora je još uvijek sporno, naprimjer ne postoji općenito slaganje kad je (Primorska) Hrvatska postala kraljevinom.

## Doseljavanje Hrvata
O doseljavanju Hrvata ima vrlo malo suvremenih izvora. Bizantski car Konstantin VII. Porfirogenet u svom djelu De administrando imperio (O upravljanju carstvom) piše da su Hrvati u 7. stoljeću po nalogu bizantskog cara Heraklija preseljeni u Galiciju (Bijela Hrvatska) kako bi služili za zaštitu od Avara, da bi potom u drugoj seobi došli na prostore današnje Hrvatske.
Prvih desetljeća 7. stoljeća, raspadom rodovskog uređenja i ujedinjenja s ostacima Ilira i Kelta, u jednom dijelu rimske provincije Dalmacije, stvoren je hrvatski savez za borbu protiv Avara. Središte tog područja obuhvaćalo je prostor od Istre do Vrbasa i uzduž obale do rijeke Cetine. Osim područja Primorske Hrvatske, postojalo je i područje Panonske Hrvatske, koje je do kraja 8. stoljeća, do pobjede Franaka nad Avarima, bilo pod Avarima. Ova dva područja su se razvijala potpuno odvojeno jedno od drugoga.

## Osnutak i uspon hrvatskih kneževina

### Panonska Hrvatska
Pojava prvog hrvatskog kneza datira krajem 8. stoljeća, kad su Franci, jer su osvojili Italiju i pokorili Karantaniju i Bavarsku, počeli rat s Avarima i uništili njihovu prevlast u Podunavlju. Tada je panonski knez Vojnomir (796.) napustio Avare i priključio se Francima, koji su od tog područja, između rijeka Save,  Drave i Dunava, napravili posebnu upravnu oblast na čelu s domaćim knezom ali pod nadzorom furlanskog markgrofa. Tada je i započeto pokrštavanje panonskih Hrvata pod nadzorom Akvilejske patrijaršije. Ubrzo nakon osvajanja Panonske Hrvatske i uređenja vlasti, Karlo Veliki 799. godine upada u Dalmatinsku Hrvatsku, koja je pod bizantinskom vlasti, i osvaja je 803. godine nakon dužeg rata. Prvi poznati knez Primorske Hrvatske je Višeslav (oko 800. godine).
Zbog osvajanja dalmatinskih gradova Bizant je zaratio s Karlom Velikim i tek Ahenskim mirom (812. godine), uspio je povratiti dalmatinske gradove i otoke, dok su Istra i kopneni dijelovi Dalmacije pripale Karlu Velikom. Tek nakon smrti Karla Velikog 814. godine ali i zbog nasilja vršenog od strane Franaka i miješanja u unutarnju upravu kneževina, narod Panonske Hrvatske, pod vodstvom kneza Ljudevita Posavskog, se 819. godine pobunio. Pobuni su se priključili i Slaveni Donje Panonije, sjeverno od Drave. Po nalogu Franačkog državnog sabora, markgrof Kadaloh je upućen u Panonsku Hrvatsku, gdje biva poražen, a knezu Ljudevitu Posavskom se pridružuju timočki i alpski Slaveni. Kada je markgrof Balderih napao alpske Slavene, Ljudevit Posavski je pokušao im pomoći, ali je odbačen odmah negdje s rijeke Drave. U međuvremenu je dalmatinski knez Borna (810. – 821.) po zahtjevu Franaka ušao u Panonsku Hrvatsku gdje ga je na rijeci Kupi, kod Siska porazio Ljudevit, nakon čega je ušao u Primorsku Hrvatsku. Borna je, pokušavajući izbjeći otvoreni sukob, nastavio voditi borbu s Ljudevitom prepadima, što je rezultiralo povlačenje Ljudevita iz Primorske Hrvatske, ali i izlazak Primorske Hrvatske iz tog sukoba. 
Franci su 820. godine počeli jak napad na Ljudevita iz tri pravca, opustošili i opljačkali područje Panonske Hrvatske. Kako su se Ljudevit i narod povukli u šume, Franci su ponovili napade 821. i 822. godine ali bez uspjeha. Tek kada se Ljudevit sa svojim snagama povukao, najvjerojatnije u Srb, osvojena je cijela Panonska Hrvatska, koja je sve do kraja 9. stoljeća ostala poslušnom kneževinom. Srijem i istočna Slavonija su pale pod vlast Bugara (827. – 845. godine), a potom pod vlast Donjopanonske markgrofovije. Posljednji panonski knez, Braslav (896. godine), je poginuo u borbi protiv Mađara, koji su naselili srednje Podunavlje.

### Primorska Hrvatska
Primorska Hrvatska je od 828. godine bila podređena kralju Italije. Tijekom vladavine kneza Mislava (835. – 845.) Primorska Hrvatska postaje pomorska sila i sukobljava se s Venecijom. Sukob na moru je okončan 839. godine, ali ne i sukobi na kopnu. 840. godine Mleci napadaju neretvansku mornaricu i bivaju poraženi. 
Primorsku Hrvatsku napadaju i Bugari pod vodstvom kneza Borisa, koji vodi rat  (840. – 860.) protiv Hrvata s namjerom proširenja svoje države do Jadranskog mora. Pod vodstvom kneza Trpimira (845. – 864.), nasljednikom kneza Mislava, primorska Hrvatska uspješno odbija Borisa. Trpimir učvršćuje svoju vlast, pa po franačkom primjeru se okružuje županima.  
U međuvremenu, Saraceni (arapski gusari) zauzimaju 840. godine Taranto, a kasnije i Bari, otkuda učestalo napadaju istočni dio Jadrana. Ti napadi su primorali Bizant da pojača obrambene snage na kopnu i moru, a da dalmatinskim gradovima i otocima 867. godine dopusti novo vojno-političko uređenje i osnivanje vojno-administrativnog okruga pod imenom Dalmacija. Te godine Bizant uspijeva i osloboditi i Dubrovnik poslije petnaestomjesečne arapske opsade, ali ne uspijeva osloboditi Bari.
Godine 871., tijekom vlasti kneza Domagoja (864. – 876.), a u okviru snaga franačkog kralja Ludovika II., Franci uspijevaju osloboditi Bari. Sudjelovanje kneza Domagoja na strani Franaka u oslobađanju Barija je uzrujalo Bizant, koji je još tijekom odsustva hrvatskih snaga iz Dalmacije, napao i opustošio Neretvane. Tijekom tog razdoblja, Primorska Hrvatska je pojačala i organizirala svoje pomorske snage, što je dovelo do trajnog sukoba s Mletačkom Republikom. Naime, prepadima i gusarskim napadima na mletačke brodove su učestalo ometali plovidbu mletačkih brodova, što je opet vodilo učestalim sukobima i pregovorima s Mlecima, sve dok se nakon poraza kod Makarske nisu obvezali na plaćanje pristojbi hrvatskom knezu za slobodnu plovidbu uz istočnu obalu Jadranskog mora.
Hrvati su napali 876. godine Karlmanove gradove na zapadnoj istarskoj obali, otkuda ih je mletačka mornarica protjerala. Na kopnenom dijelu, na putu između Panonske Hrvatske u Dalmaciju, Hrvati su 876./877. godine napali snage donjopanonskog kneza Kocelja, franačkog vazala, i time se oslobodili franačke vrhovne vlasti. Tko je vladao u razdoblju 876. – 878. nije poznato. Nekad se mislilo da je tada vladao Iljko, sin kneza Domagoja, danas se uglavnom njegovo postojanje odbacuje. 
Tijekom vladavine kneza Zdeslava (878. – 879.) Dalmacija je došla pod vlast Bizanta. Uz pomoć pape Ivana VIII. na vlast 879. godine, prevratom, dolazi prvi priznati hrvatski knez Branimir, dux Chroatorum, (879. – 892.), koji oslobađa Dalmaciju od vlasti Bizanta, osim u gradovima i na otocima, i u gospodarskom i političkom životu jača Dalmaciju i Hrvati se opredjeljuju za zapadnu crkvu. Nakon smrti kneza Branimira za kneza je proglašen knez Muncimir, mlađi brat kneza Zdeslava, i najmlađi sin kneza Trpimira, koji vlada Dalmacijom od 892. do oko 910. godine i koji ne priznaje ni romansku a ni bizantinsku vlast, već se naziva «divino munere Croatorum dux», «S Božjom pomoću knez Hrvata».

## Južnojadranske sklavinije
Novija historiografska istraživanja temeljena na kritičkoj analizi teksta najznačajnijih izvora za povijest prvih stoljeća života Hrvata u novoj domovini, kao što su djelo O upravljanju carstvom (De administrando imperio) cara Konstantina Porfirogeneta, te Hrvatska kronika i Ljetopis popa Dukljanina, sve očitije ukazuju na to da je hrvatski narodni prostor u novoj domovini tekao neprekinuto uz čitavu istočnu jadransku obalu sve od Istre do današnje sjeverne Albanije.[nedostaje izvor] Pop Dukljanin na tome prostoru poznaje u 8. stoljeću dvije hrvatske političke jedinice: zapadnu ili Bijelu Hrvatsku od Istre do Cetine, te južnu ili Crvenu Hrvatsku od Cetine do Vojuše. 
Konstantin Porfirogenet nabraja na tom istom području više političkih jedinica: Neretvansku kneževinu, Zahumlje, Travunju i Duklju, iako tvrdi da su Hrvati nakon pobjede nad Avarima zauzeli čitavu bivšu rimsku Dalmaciju, a to je područje Dukljaninove Crvene i Bijele Hrvatske. 
Postavlja se pitanje jesu li Hrvati odmah nakon dolaska organizirali jedinstvenu državu na tlu čitave rimske Dalmacije, koju su ratovanjem preoteli od Avara, do kada je to jedinstvo trajalo te kakav je politički odnos bio između navedenih političkih oblasti prema središnjoj vlasti hrvatskog vladara. Na ta pitanja historiografija, nažalost, nije uspjela sve do sada dati jedinstven i siguran odgovor.

## Dinastija Trpimirovića i Hrvatsko Kraljevstvo
Začetnik Hrvatskog kraljevstva je moguće knez Tomislav (oko 910. – 928.) iz dinastije Trpimirovića, koji je odbio napad Mađara koji su počeli prelaziti Dravu i provaljivati čak i do Jadrana. Neki povjesničari smatraju da je Tomislav priključio Panonsku Hrvatsku Primorskoj i time prepriječio put Mađarima ka moru. Stupio je u savez s Bizantom u vremenu agresivnog širenja Bugarske, a neki smatraju da je od bizantinskog cara dobio na upravu Dalmaciju. Papa Ivan X. naziva u pismu iz 925. Tomislava "kraljem Hrvata".
Bugarski car Simeon je 926. godine napao Hrvatsku sa snagama na čijem se čelu nalazio vojvoda Alogobotur. Unatoč jakih bugarskih snaga, kralj Tomislav, koji je također raspolagao jakim vojnim postrojbama, po navodima cara Konstantina VII., ga je porazio najvjerojatnije negdje u bosanskim planinama.
Tijekom vladavine Trpimira II. (oko 928. – 935.) i Krešimira I. (oko 935. – 945.) Hrvatska je uspjela zadržati ranije stečenu moć i dobre odnose s Bizantom ali i s papom, dok je za Miroslava (945. – 949.) i Krešimira II. (949. – 969.) došlo do unutarnjih sukoba za prijestolje, gdje ban Pribina čak i ubija Miroslava. Tijekom ovoga vremena, Hrvatska slabi da se čak i neka njena područja odcjepljuju od nje. Iako je kralj Mihajlo Krešimir II. uspio donekle obnoviti hrvatsku moć, Bizant ponovno uspostavlja svoju vlast nad dalmatinskim gradovima i otocima. 
Nakon smrti Krešimira II. na prijestolu ga nasljeđuje njegov sin Stjepan Držislav (969. – 997.) koji njeguje dobre odnose s Bizantom, pa mu Bizant ponovno vraća upravu nad dalmatinskim gradovima i otocima, pa se on kruni kraljem Hrvatske i Dalmacije.  Nakon smrti kralja Stjepana, iskoristivši unutarnje sukobe nastale borbom za vlast između Stjepanovih sinova Svetoslava, Krešimira i Gojslava, poslije deset godina mira, ojačana Venecija uskraćuje plaćanje danka hrvatskom kralju i neretvanskom knezu za plovidbu i počinje ponovni sukob s hrvatskim kraljem Svetoslavom Suronjom (997. – 1000.) na moru. Tu zauzetost hrvatskog kralja koristi i makedonski car Samuilo koji prodire u Hrvatsku do Zadra i bezuspješno napada bizantinske gradove u južnom primorju, a dalmatinski gradovi i otoci dolaze pod mletačku vlast. Mletački dužd Petar II. Orseolo 1000. godine pomorskom akcijom preotima od Hrvata Dalmaciju od Krka do Dubrovnika. Prvo su mu se predali sjeverni dalmatinski otoci i Zadar, a pošto je ojačao svoje snage i romanskim postrojbama iz dalmatinskih gradova, predaju se i Trogir i Split, dok silom zauzima neretvansku Korčulu, Lastovo i Biograd. Na taj su način Mleci uspostavili vlast nad pomorskim gradovima na istočnoj obali Jadranskog mora, a Petar Orseolo se prozvao dux Dalmatiae. 
Unutarnji sukobi u 10. stoljeću dovode i do raslojavanja hrvatskog društva. Župane zamjenjuju kraljeve pristalice, koji dobivaju zemljišne posjede oduzete pobijeđenim velikašima i rodovima i hrvatsko društvo dobiva feudalno uređenje. Od slobodnih seljaka nastaju ovisni kmetovi, nastanjeni na posjedima feudalnih velikaša koji ujedno i prestaju biti vojnici, što slabi vojnu moć Hrvatske.
Cijelo 11. stoljeće hrvatski kraljevi pokušavaju vratiti Dalmaciju pod svoju vlast. Kralj Krešimir III. (1000. – 1030.) uspijeva na sjeveru povratiti neke gradove, kojim je 1018. godine Venecija opet ovladala, a na jugu Krešimir nakon što je uspostavio vlast nad gradovima biva poražen od langobardskog kapetana Vasilija Bojoana. Tada je vjerojatno Dalmacija bila podijeljena u dva područja: sjeverno sa središtem u Zadru i južno sa središtem u Dubrovnik
Krešimirov sin Stjepan I. (1030. – 1058.), stopama svojeg oca, tijekom svoje vladavine također nastoji da ovlada dalmatinskim gradovima. U tom cilju uspijeva privoljeti neretvanskog kneza da uđe u sastav hrvatske države poslije 1050. godine. Njegova vlast stalno jača i od malih župa se uspijevaju stvoriti veće teritorijalne i upravne oblasti, na čelu kojih se nalaze banovi u Slavoniji, Primorju a vjerojatno i u Bosni. Središta županija se oblikuju u utvrđene gradove na čijem se čelu nalazi župan.
To stalno jačanje hrvatske države se nastavlja i nakon smrti Stjepana I. Kralj Petar Krešimir IV. (1058. – 1074.) biva činjenično i priznat od bizantinskog cara za vladara dalmatinskih gradova, pri čemu gradovi zadržavaju svoju samostalnost, a kralju plaćaju naknadu za mir s dijelom lučke carine uz obvezu podrške u ratu s brodovima. Tijekom vladavine kralja Petra Krešimira IV., najmoćnijeg hrvatskog vladara, Hrvatska je ovladala velikim područjem – od Raše do Drine i od Drave do Neretve. Zbog njegova dopuštanja miješanja u unutarnje stvari hrvatske države rimskoj kuriji, s oštrim posljedicama za glagoljaše, dolazi do ponovnih unutarnjih sukoba unutar hrvatske države, zbog kojih Hrvatska 1060. godine gubi područje Meranije u Istri. Krešimir je pomogao i ustanak balkanskih Slavena 1072. godine protiv bizantinske vlasti, nakon čega se Bizant odlučuje osvetiti Krešimiru IV. i šalje normanskog kneza Amika koji bezuspješno vrši opsadu Raba 1074. godine, ali na neki način uspijeva zarobiti kralja Petra Krešimira IV. Zbog toga dolazi do nagodbe i Hrvatska daje Normanima gradove Split, Trogir, Biograd, Nin i Zadar, otkuda ih već sljedeće godine protjerava Venecija. 
Nakon smrti kralja Petra Krešimira IV. na prijestolje, posredstvom pape Grgura VII., dolazi bivši ban Dmitar Zvonimir (1075. – 1089.) koji je uspostavio vlast u cijeloj Dalmaciji i obvezao se papi na službu i sudjeluje u normansko – bizantinskom ratu (1081. – 1085.) protiv bizantskog cara i Venecije, prevozeći normanskih postrojbi kroz Otrantska vrata, u osvajanju Drača i pomorskim borbama uz obale Albanije i Grčke. Zbog toga Bizant 1085. godine prenosi svoje pravo Dalmacije na Veneciju, koje će biti ostvarene tek nakon njegove smrti. Za njegove vladavine, feudalni odnosi u Hrvatskoj su unaprijeđeni. Kao i u zapadnim europskim državama tog vremena, i u Hrvatskoj se uvode novi nazivi comes i baron za župane i dvorske dostojanstvenike, a vlastelin za plemiće. Hrvatsko prijestolje je premješteno u Knin, a i utjecaj Crkve jača. Međutim stalna borba za dalmatinske gradove, ali i unutarnji sukobi za prijestolje oslabili su sredstva i snagu države, što je opet dovelo do povećanih potraživanja od naroda. Veći porez je uzrokovao otpor među slobodnjacima i rodovskim plemstvom. Narod je bio nezadovoljan ratovanjem za interese pape izvan zemlje pa je Zvonimir na saboru kod Knina 1089. godine ubijen.
Zvonimira na prijestolju nasljeđuje posljednji Trpimorović, Stjepan II. (1089. – 1091. ). Na stvorene uvjete još za vrijeme Zvonimira, Stjepan II. nije mogao mnogo utjecati. Naime, u Hrvatskoj kraljevini je izbio unutarnji sukob radi naslijeđa. Zvonimirova udovica, kraljica Jelena Lijepa se povukla u Slavoniju i uz pristanak dalmatinskih gradova pozvala svog brata, ugarskog kralja Ladislava, da zauzme Hrvatsku, koji je bez otpora 1091. godine ovladao oblašću zapadno od Gvozda, a u svom pohodu prema moru naišao samo na neorganizirani otpor. Bizantinski car Aleksije I. Komnen, kojem taj prodor Mađara u Hrvatsku nije odgovarao, potaknuo je svoje saveznike, Kumane, da napadnu Mađarsku, na što se Ladislav morao povući iz Hrvatske. U Hrvatskoj je ostavio svog nećaka, Almoša.  Hrvatsko je rodovsko plemstvo izabralo za kralja Petra Svačića (1093. – 1097.), koji je protjerao Almoša iz Hrvatske i uspio ponovno nakratko ujediniti Hrvatsku. Nakon smrti ugarskog kralja Ladislava, na ugarsko prijestolje dolazi njegov najstariji nećak Koloman, koji poslije pomirbe s papom Urbanom II., 1097. godine ponovno kreće na Hrvatsku. Koloman je upao preko Drave i porazio Hrvate u bici kod Gvozda (Petrova gora) gdje je i kralj Petar, posljednji narodni vladar, poginuo, a Koloman je prodro do Biograda.

## Propast hrvatske državne neovisnosti
Nakon smrti Petra Svačića, Koloman se morao okrenuti ratu protiv Rusa i Kumana u Galiciji 1099. godine, što su iskoristili Hrvati i potisnuli Mađare iz Hrvatske. Koloman ponovno 1102. godine prelazi preko Drave i kruni se za kralja Hrvatske i Dalmacije u Biogradu, čime je Hrvatska izgubila svoju neovisnost i ušla je u uniju s Mađarskom, pri čemu je ipak zadržala neka obilježja državnosti.
Po kasnije napisanom dokumentu (tzv. Pacta Conventa), Koloman u Hrvatskoj sklapa nagodbu s 12 starješina hrvatskih plemena, koji ga biraju za kralja, a Koloman se obvezao na održavanje hrvatskog Sabora i oslobođenje od poreza i nesmetano posjedovanje već zemljišnih posjeda za hrvatske vlasteline; hrvatski su velikaši izgubili svoje brodove i morali su kralju na kraljev poziv o svom trošku slati svoje postrojbe. Autentičnost Pacte je sporna, ali je moguće da je bilo nekog sporazuma.
Arpadovići su ustanovili vlast u Zagrebu, dok je jug Hrvatske, ispod Gvozda, bio samo formalno ovisan o kralju, iako će se i to promijeniti 200 godina kasnije, dolaskom Anžuvinaca na vlast, uz pomoć Šubića.

## Napomene
1. ↑  "Tko je u dalmatinskoj Hrvatskoj vladao g. 876.-878., toga nam ne kazuju povijesni izvori.", R. Horvat, Povijest Hrvatske